# Khajuraho
Khajuraho (hindski: खजुराहो) je naselje u oblasti Chhatarpur, u indijskoj državi Madhya Pradesh, oko 620 km jugoistočno od Delhija, na nadmorskoj visini od 283 metra. Khajuraho je jedno od najsposjećenijih turističkih mjesta u Indiji zbog najveće koncentracije srednjovjekovnih spomenika u Indiji. Riječ je o više skupina hinduističkih i džainističkih hramova koji su slavni po svojim raskošnim i erotskim reljefima kojima su potpuno ispunjeni. Zbog toga su Spomenici Khajurahoa upisani na UNESCO-ov popis mjesta svjetske baštine u Aziji i Oceaniji 1986. godine.
Ime mu potječe od sanskrtskog naziva starog grada Kharjuravāhaka, što je složenica od riječi kharjura ("palma datulja") i vāhaka ("koji nosi"). Naselje je 2001. godine imalo 19.282 stanovnika s 53% pismenog stanovništva, što je manji prosjek od državnog (59,5%).

## Povijest
Feudalni vladari (rajputi) dinastije Bargujar, koji su vladali sjeveroistočnim područjem Rajasthana kao vazali sjevernoindijskog carstva Gurjara-Pratihara (500. – 1300.), su izgradili najvažnije spomenike u Khajurahou, ali i utvrdu Kalinjar. Oni su kasnije bili poznati kao rajputi Chandela koji su vladali iz Kalinjara, od 10. – 12. stoljeća, ali im je kulturna prijestolnica bio Khajuraho. Spomenici Khajurahoa su izgrađeni u rasponu od oko 200 godina (oko 950. – 1150.), no iako se prijestolnica Chandela rajputa preselila u grad Mahoba, Khajuraho je još jedno vrijeme nastavio prosperirati.
Tijekom vremena hramovi su zanemareni i džungla ih je polako prekrivala, samo se lokalno stanovništvo skrbilo o njima koliko je moglo. Oni su u 19. stoljeću skrenuli pozornost na njih Englezima, koji su se zgrazili njihovim raskošnim reljefima na kojima su otvoreno i detaljno prikazivani prizori seksa, zbog čega su ih nazvali "Kamasutra hramovi".
Tek su indijske vlasti, nakon stjecanja neovisnosti od Britanaca 1947. godine, započeli preuređivati ovo područje i od zarasle šikare napravili javni park s ukranim drvećem, obnovivši njegove spomenike. Danas se kritizira ova obnova koja nije obraćala pozornost na izgled krajolika u vrijeme nastanka njegovih građevina.
No, danas je ovo jedno od najposjećenijih mjesta u Indiji koje svake noći posjetiteljima pruža raskošan light-show o povijesti, filozofiji i kiparstvu slavnih hramova. Tu se svake veljače održava Festival plesa, pružajući priliku posjetiteljima da se upoznaju s klasičnim indijskim plesovima ispred fantastične scenografije Khajuraho hramova.

## Znamenitosti
Cijelo područje Khajueahoa je okruženo zidinama s osam portala, od kojih je svaki bio uokviren s dvije zlatne palme. Unutra se izvorno nalazilo više od 80 hramova, od kojih je danas samo njih 25 u dobrom stanju, razbacani na području velikom oko 20 km². Ovi hramovi su izvrsni primjer srednjovjekovne indijske arhitekture, ali svojim prikazima i svjedočanstvo života ljudi u vrijeme Chandela vladara.
Hramovi su izgrađeni od pješčenjaka, bez veziva, a kamenje se povezivalo na utor i zator s velikom preciznošću. Njihovi stupovi i arhitravi su izgrađeni od megalita, do 20 tona teških. Svaki se sastoji od tri glavna elementa: ulaza (ardhamandapa), svečane dvorane (mandapa) i svetišta (garbha griha).
Hramovi su podijeljeni u tri skupine: zapadni, istočni i južni, a Dr. Kanhaiyalal Agrawal ih je poredao kronološki:
| Broj | Današnji naziv    | Posvećen božanstvu             | Bilješke |
| 1.   | Chausath Yogini   | Kali i 64 Yogina               | Najstariji sačuvani hram (9. st.) koji se nalazi u zapadnoj skupini hramova. Izvrono je imao 65 ćelija od kojih je sačuvano 35. |
| 2.   | Brahma            | Brahma                         | Jedan od tri hinduistička hrama u istočnoj skupini. Vamana i Javari su druga dva. |
| 3.   | Lalgun Mahadev    | Šiva                           | Istočni hramovi |
| 4.   | Matangeshwara     | Šiva                           | On se nalazi izvan skupine zapadnih hramova i još uvijek je aktivan. U njemu se nalazi 2,5 metara visok llingam sa skulpturom Šive. Južno od hrama je arheološki muzej na otvorenom u kojemu se nalazi sjajna kolekcija skulptura i fresaka iz hramova Khajurahoa. |
| 5.   | Varaha            | Varaha                         | |
| 6.   | Lakshmana         | Vaikuntha Višnu                | Veliki hram posvećen Višni ima troglavog idola Višninih inkarnacija: Narasimha i Varaha. Splavar na ulazu prikazuje sveto trojstvo Brahme, Višnua i Šive s božicom Lakshimi. Tu su i važni Lakshavarma natpisi. |
| 7.   | Parshvanath       | Adinath                        | Najveći džainski hram u istočnoj skupini hramova. Sjeverni zid hrama je ukrašen skulpturama koje prikazuju žanr prizore, poput djevojke koja skida šminku ili djevojke koja vadi trn iz noge. Tu je također i simbol bika prvog Tirthankara, Adinatha, ali i Pahil natpis iz 950. god. |
| 8.   | Vishwanath        | Izvorno Višnuu, danas Brahmi   | Lavovi čuvaju sjeverni ulaz u hram, dok su s obje strane južnih stuba slonovi. Nasuprot hrama nalazi se svetište Nandi bika. Na hramu je i Dhanga natpis Sama iz 1059. god. |
| 9.   | Devi Jagadambi    | Izvorno Višni, a danas Parvati | |
| 10.  | Chitragupta       | Surja                          | Posvećen bogu sunca, Surji, u unutarnjem svetištu ima skoro 2 m visoku sliku boga Surja kako vozi kočiju s konjima. Tu je također i slika kraljevske procesije, skupine plesačica i drugi prizori čistog luksuza. |
| 11.  | Kandariya Mahadeo | Šiva                           | Najveći hram Khajurahoa i zapadne skupine hramova. Na njemu se nalazi oko 900 skulptura od kojih je najveća Šive, koja od dna ima skoro 31 m. U svetištu se nalazi lingam Šive oko kojeg su isklesane figure drugih bogova, božica i apsarasa (božanskih djeva). Ulazni luk, stubovi i svod su također raskošno isklesani. Vanjski zid transepta ima tri vodravna panela na kojima su prikazani bogovi hinduističkog panteona i skupine ljubavnika. |
| 12.  | Vamana            | Vamana                         | Jedan od tri hinduistička hrama u istočnoj skupini. |
| 13.  | Adinath           | Adinath                        | Džainski hram, posljednji u istočnoj skupini, posvećen prvom jainu Tirthankara, Adinathu. |
| 14.  | Jawari            | Višnu                          | Jedan od tri hinduistička hrama u istočnoj skupini. |
| 15.  | Chaturbhuja       | Višnu                          | Južni hramov u kojem se nalazi detaljno isklesana figura boga Višnua. |
| 16.  | Duladeo           | Šiva                           | Južni hramov prekriven senzualnim prikazima figura apsarasa (božanskih djeva). |
| 17.  | Ghantai           | Jina                           | Džainistički hram od kojega su preostali samo neki stupovi i sjajni friz na kojem je prikazano 16 snova Mahavirine majke, zajedno s mnogo-ručnom božicom smještenom na krilatoj Garudi. |

## Ukrasi
Zidne slike i vanjski reljefni ukrasi hramova uglavnom slave ženu i njezina razna raspoloženja i stanja. Često s eksplicitnim prizorima seksa, koji se smatrao svetim kao izravna razmjena sokova između dva bića. Naime, Chandela vladari su bili sljedbenici tantričkog kulta koji je naukovao kako je zadovoljavanje zemaljskih želja prvi korak prema krajnjoj slobodi. Zbog toga su na erotskim prizorima uvijek samo ljudi, i to izvan hrama (tek oko 10% od svih prikaza), dok je unutrašnjost rezervirana za božanske prikaze, te se vjerovalo da za ući u hram treba ostaviti svoje seksualne želje vani.
- Zid svetišta hrama Lakshmana
- Ukrasi svetišta hrama Kandariya Mahadeva
- Prizori hrama Lakshmana
- Sjeverni zid hrama Visvanath
- Erotski detalj

## Poveznice
- Indijska umjetnost
- Indijski hram